# Cherubin bernardyn
Cherubin (zm. 1507 w Zbąszyniu) – świątobliwy bernardyn, bakałarz, gwardian.
Był synem wybitnego malarza, późniejszego bernardyna Franciszka z Węgier. Jego matka była później m.in. ksienią klarysek w Krakowie. 
Według tradycji zakonnej miał uzyskać stopień akademicki bakałarza. W 1498 r. był gwardianem w bydgoskim klasztorze Bernardynów. Prowadził z rozmachem rozbudowę kościoła i klasztoru bydgoskiego. Starał się im nadać zbyt dużą wystawność. Został za to usunięty ze stanowiska gwardiana klasztoru bydgoskiego. Potem był gwardianem w Kościanie. 
Za życia miał opinię kapłana świątobliwego. Był wziętym negocjatorem wykorzystywanym przez króla w poselstwach zagranicznych, wybitnym kaznodzieją i znakomitym polemistą w całej prowincji zakonnej. Zmarł w czasie kwesty w Zbąszyniu 9 listopada 1507 r. Nie jest znane miejsce jego pochówku.